# Permanente revolutie

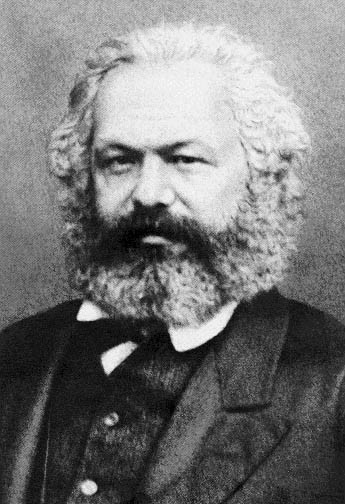
Karl Marx

Permanente revolutie is de stelling van Karl Marx dat een revolutie nooit succes kan hebben indien zij in slechts één land plaatsvindt. Dit idee werd door Leon Trotski en Alexander Parvus gebruikt ten tijde van de Russische Revolutie.
De opvatting van Marx en ook Lenin was dat een socialistische revolutie pas plaats kon vinden nadat de burgerij (bourgeoisie) de macht in handen had genomen. De macht van adel en kerk zouden worden gebroken door de burgerij (de middenstand, de fabrikanten, de industriëlen) en deze zouden de basis vormen voor de nieuwe burgerlijke, liberale staat. Marx dacht in de termen van de Franse Revolutie: eerst komt de bourgeoisie aan de macht en dan de arbeidersklasse. Toen in Rusland in februari 1917 de burgerlijke revolutie plaatsvond, waren de Russische burgerlijke partijen niet in staat de revolutie in hun voordeel om te buigen. De burgerlijke eisen van de revolutie (afzetten van de tsaar, installatie van een grondwet en een parlement) vonden geen enkele aansluiting bij de eisen die elke dag op straat werden geuit (brood voor iedereen, alle macht aan de sovjet, beëindig de oorlog). Daardoor stopte de revolutie niet in februari, maar werd zij permanent en leidde tot de bolsjewistische oktoberrevolutie gepleegd in naam van de arbeidersklasse.
Trotski verklaarde deze permanente revolutie door de internationalisering van het kapitaal. Het Rusland van de tsaren was feodaal en had een heel zwakke nationale bourgeoisie. Maar er waren in Rusland wel een groot aantal internationale bedrijven gevestigd. Daardoor had zich een in omvang en betekenis sterk proletariaat gevormd, tegenover een nationale bourgeoisie die niet in staat was een stabiele en voor de arbeidersklasse bevredigende regering te vormen.

## De permanente revolutie in oppositie tegen het Stalinisme
De permanente revolutie staat lijnrecht tegenover Stalins theorie van socialisme in één land en de tweestadiatheorie die als een uitvloeisel van de eerste kan gezien worden. De theorie van socialisme in één land stelt, in tegenstelling tot wat Marx stelde, dat het mogelijk is om in een geïsoleerd land socialisme te installeren, terwijl volgens de permanente revolutie gesteld wordt dat dit land door zijn isolatie verzwakt wordt. Daarom moet de hoogste prioriteit gegeven worden aan het ondersteunen van de doorvoering van de arbeidersrevolutie in omringende landen. Door het succes van de eerste revolutie wordt de bevolking in die landen geënthousiasmeerd zodat zij de socialistische staat uit haar isolatie kunnen halen door de revolutie uit te breiden tot deze internationaal en wereldwijd wordt. Doordat Stalin de leider vormde van de opkomende bureaucratische kaste in de Sovjet-Unie, stelde hij echter de macht van de bureaucratie centraal. In deze politiek moeten zijn theorieën gezien worden. Door de eigen macht centraal te stellen worden de communistische partijen buiten de USSR gebruikt om Stalins buitenlandse politiek uit te voeren. In plaats van de socialistische revolutie te versterken moesten deze juist vaak een rem vormen. Deze revolutie zou namelijk de kritiek op het bureaucratische stalinisme versterken. Om deze rem te kunnen vormen, hielp in het bijzonder de tweestadiatheorie.
Deze is gebaseerd op Marx zijn uitspraak dat de maatschappij eerst moet ontwikkelen op kapitalistische basis voor het socialisme mogelijk is. Hiermee doelde hij erop dat de middeleeuwse lijfeigene niet in staat was tot vorming van het socialisme omdat de feodale productiemiddelen er niet klaar voor waren. Ondertussen is het kapitalisme echter op wereldschaal ontwikkeld. Toch stelt de tweestadiatheorie dat koloniale of neokoloniale landen eerst een burgerlijke revolutie moeten ondergaan, met de installering van een eigen nationale burgerij die het land kapitalistisch kan ontwikkelen. Pas daarna zou aan socialisme kunnen gedacht worden. Dit heeft ertoe geleid dat in landen als Spanje (in de strijd tegen Franco) of Iran (in de strijd tegen de sjah) de communisten samenwerkten met andere politieke stromingen. Hiertegen ageert dus de theorie van de permanente revolutie. Wanneer de massa's eenmaal in beweging zijn gekomen, stelt deze theorie, is het waanzin halverwege halt te houden. Om alle verwezenlijkingen veilig te stellen, moet de revolutie doorgevoerd worden.